# Banca Commerciale Italiana

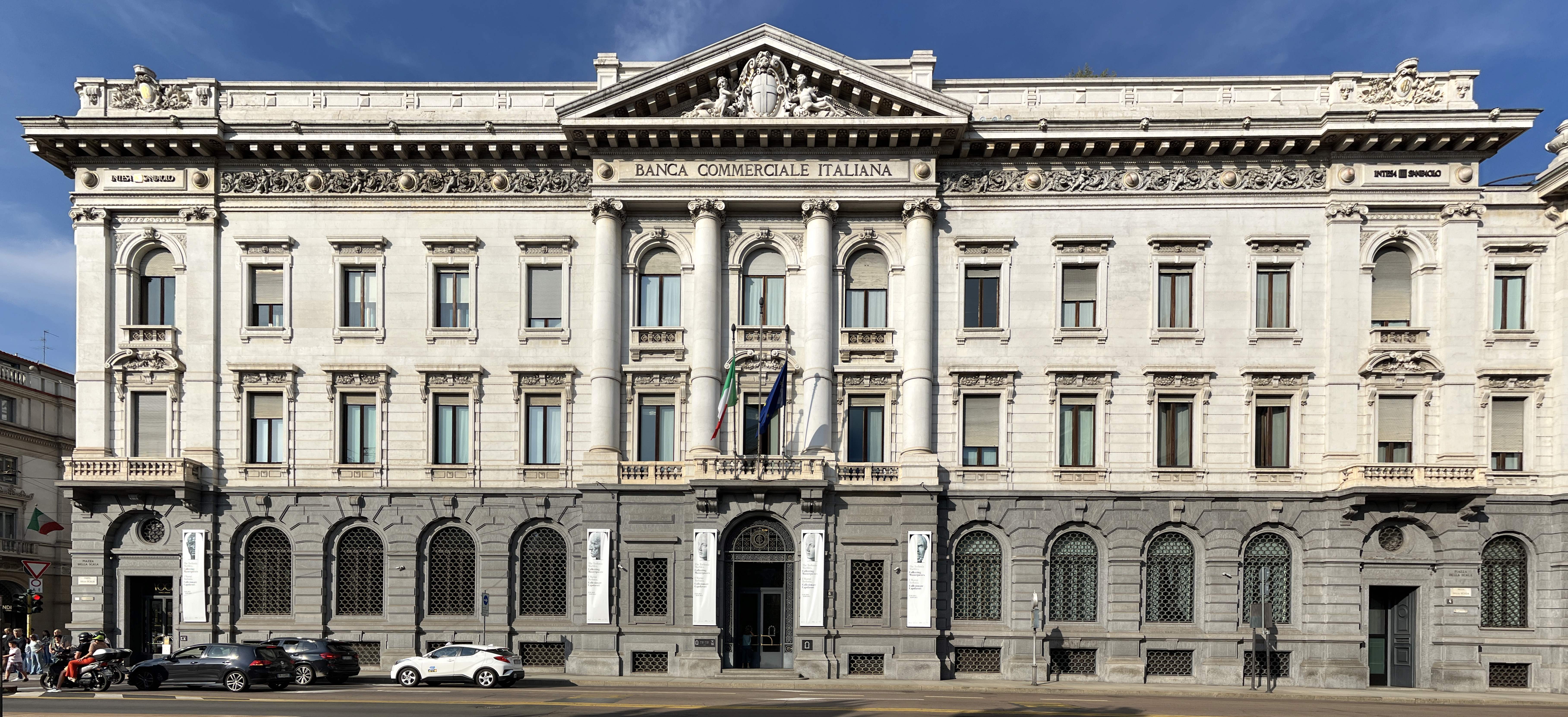
Sitz der Bank 1918–1927 an der Piazza Scala in Mailand, Architekt Luca Beltrami

Die Banca Commerciale Italiana (COMIT) war eine italienische Bank mit Sitz in Mailand. Sie bestand von 1894 bis 2001. 

## Geschichte
Die Gründung der Banca Commerciale Italiana erfolgte am 10. Oktober 1894 auf Initiative eines Konsortiums von Banken aus Deutschland (Deutsche Bank, Dresdner Bank, Bank für Handel und Industrie, Bankhaus S. Bleichröder, Bankhaus Oppenheim und Berliner Handels-Gesellschaft), Österreich (Anglo-Österreichische Bank, Wiener Bankverein und Österreichische Credit-Anstalt für Handel und Gewerbe), der Schweiz (Schweizerische Kreditanstalt und Gotthardbahn-Gesellschaft) und Frankreich (Banque de Paris et des Pays-Bas). Ein Vorgänger war die Società Generale di Credito Mobiliare von 1862. 
Die COMIT wurde eine der größten Banken im Königreich Italien. Ab 1905 erstreckten sich ihre Aktivitäten in Länder mit starker Immigration von Italienern, wie Tunis im französischen Protektorat Tunesien und Brasilien. Auch in anderen Ländern Südamerikas war COMIT tätig. 1911 wurden Niederlassungen in London, 1918 in New York und Paris eröffnet. In den 1930er Jahren begann das Istituto per la Ricostruzione Industriale mit der Verstaatlichung der Banken, worunter auch die COMIT fiel, die im Rahmen ihrer internationalen Aktivitäten durch die Weltwirtschaftskrise 1929 erhebliche Einbußen erlitten hatte. Gemäß dem italienischen Bankengesetz von 1936 galt sie zusammen mit der Banco di Roma und der Credito Italiano als Großbank von nationaler Bedeutung. Der Zweite Weltkrieg brachte einen weiteren tiefen Einschnitt in die Geschäftstätigkeit: 1943 wurden die Filialen in Berlin und Belgrad geschlossen. 
Seit 1993 verfolgte die italienische Regierung eine im Vergleich zu den Jahrzehnten davor gegenteilige Politik und es kam zu einer Reprivatisierung. 1999 verschmolz die COMIT mit der Cassa di Risparmio delle Provincie Lombarde und der Banco Ambroveneto. Ab 2001 firmierte die Gruppe als Intesa-BCI, ab 2003 als Banca Intesa.